# Coro San Daniele
Il Coro San Daniele appartiene alla categoria dei cori maschili italiani comunemente chiamati "di montagna"; esegue principalmente elaborazioni di canti popolari di Bepi De Marzi.

## Storia
Il Coro è nato nel 1969 nel rione San Daniele sito ai piedi di Sovizzo Colle, per opera di un gruppo di amici. È stato guidato per trentacinque anni da Silvano Griffante; dal 2005 è diretto da Igor Nori, musicista di estrazione Voice Kraft, lirica e sperimentale.

## Concerti e tournée
Il Coro si è esibito in diversi paesi d'Italia e d'Europa.
Alla fine degli anni '80 il coro è stato protagonista di un cortometraggio del regista Ermanno Olmi dal titolo "Convergenze".